# Ryohei Yamazaki
Ryohei Yamazaki (født 14. marts 1989) er en japansk fodboldspiller.
Han har spillet for flere forskellige klubber i sin karriere, herunder Júbilo Iwata, Albirex Niigata og Kashiwa Reysol.